# Fénycsatorna

Fénycsatorna a középső, ablaktalan helyiség természetes megvilágítására

A fénycsatorna (angolul light tube, light pipe, németül Sonnenrohr) egy speciális csővezeték, melynek célja a természetes fény eljuttatása olyan helyiségbe, amely nem kap természetes fényt. A fénycsatorna minden olyan, a homlokzattal nem határos helyiségben alkalmazható, amely a tetővel közvetlenül nem érintkezik (a homlokzattal vagy a tetővel érintkező helyiségben ablak használható). A fénycsatorna működtetéséhez energiára, elektromos áramra nincs szükség.

## Részei
A fény egy rögzített (a tetőbe szerelt) úgynevezett kupolán (domború fénygyűjtő ablakon) keresztül egy reflexiós (fényvisszaverő) bevonattal ellátott rugalmas vagy merev csőbe jut, amelynek a faláról visszaverődve a mennyezeten elhelyezett burán keresztül világítja meg a helyiséget. Nagyobb, vagy több helyiség esetén több fénycsatornát alkalmaznak.